# 西郷寺
西郷寺（さいごうじ）は、広島県尾道市東久保町にある仏教寺院。時宗。

## 概略と沿革
正慶年間（1332年 – 1333年）、遊行6代他阿一鎮により建立されたと伝わる。当時は「西江寺」と表記されていた。また文和2年（1353年）開山ともいう。
本堂は文和2年、山門は貞治年間（1362年 – 1368年）の建立で、現存する時宗最古建築物である。本堂内に「泣き龍天井」があり、手を打つと天井から音が返ってくる。竜にまつわる伝承が残されている。

## 文化財

### 重要文化財（国指定）
- 本堂（1961年6月7日指定、室町時代建造）[4]
- 山門（1961年6月7日指定、室町時代建造）[5]

## 旧末寺
- 来迎山引接院正念寺[6]

## 交通アクセス
西日本旅客鉄道山陽本線尾道駅よりおのみちバスで約8分、防地口バス停留所で下車徒歩約5分。